# Волна де Бройля
Волна́ де Бро́йля — волна вероятности (или волна амплитуды вероятности), определяющая плотность вероятности обнаружения объекта в заданном интервале конфигурационного пространства. В соответствии с принятой терминологией говорят, что волны де Бройля связаны с любыми частицами и отражают их волновую природу.
Идея о волнах, связанных не только с квантами света, но и массивными частицами, предложена Луи де Бройлем в 1923—1924 годах и называется гипотезой де Бройля. Хотя трактовка квадрата модуля амплитуды волны как плотности вероятности в конфигурационном пространстве принадлежит Максу Борну, по традиции и в знак признания заслуг французского физика говорят о волнах де Бройля.
Идея волн де Бройля полезна для приблизительных выводов о масштабах проявления волновых свойств частиц, но не отражает всей физической реальности и потому не лежит в основе математического аппарата квантовой механики. Вместо дебройлевских волн эту роль в квантовой механике выполняет волновая функция, а в квантовой теории поля — полевые операторы.

## Корпускулярно-волновой дуализм фотонов и массивных частиц
Физика атомов, молекул и их коллективов, в частности кристаллов, а также атомных ядер и элементарных частиц изучается в квантовой механике. Квантовые эффекты являются существенными, если характерное значение действия (произведение характерной энергии на характерное время или характерного импульса на характерное расстояние) становится сравнимым с {\displaystyle \hbar } (постоянная Планка). Если частицы движутся со скоростями много меньше, чем скорость света в вакууме {\displaystyle c}, то применяется нерелятивистская квантовая механика; при скоростях, близких к {\displaystyle c}, — релятивистская квантовая механика.
В основе квантовой механики лежат представления Планка о дискретном характере изменения энергии атомов, Эйнштейна о фотонах, данные о квантованности некоторых физических величин (например, импульса и энергии), характеризующих в определённых условиях состояния частиц микромира. В то же время было твёрдо установлено, что свет проявляет свойства не только потока частиц, но и волны, то есть обладает корпускулярно-волновым дуализмом.
Де Бройль выдвинул идею о том, что волновой характер распространения, установленный для фотонов, имеет универсальный характер. Он должен проявляться для любых частиц, обладающих импульсом {\displaystyle p}. Все частицы, имеющие конечный импульс {\displaystyle p}, обладают волновыми свойствами, в частности, подвержены интерференции и дифракции.

## Природа волн де Бройля
Волны де Бройля имеют специфическую природу, не имеющую аналогии среди волн, изучаемых в классической физике: квадрат амплитуды волны де Бройля в данной точке является мерой вероятности того, что частица обнаруживается в этой точке. Дифракционные картины, которые наблюдаются в опытах, являются проявлением статистической закономерности, согласно которой частицы попадают в определённые места в приёмниках — туда, где интенсивность волны де Бройля оказывается наибольшей. Частицы не обнаруживаются в тех местах, где, согласно статистической интерпретации, квадрат модуля амплитуды «волны вероятности» обращается в нуль.

Почтовая марка Никарагуа 1971 года и её оборот. Закон де Бройля (движение частиц вещества)

## Формулы де Бройля
Формула де Бройля устанавливает зависимость длины волны {\displaystyle \lambda }, связанной с движущейся частицей вещества, от импульса {\displaystyle p} частицы, а полной энергии {\displaystyle E} — от частоты {\displaystyle \nu }, в виде релятивистски инвариантных соотношений:
{\displaystyle \lambda ={\frac {h}{p}},}
{\displaystyle E=h\nu ,}
где {\displaystyle h} — постоянная Планка.
Другой вид формул де Бройля:
{\displaystyle \mathbf {p} ={\frac {h}{2\pi }}\mathbf {k} =\hbar \mathbf {k} ,}
{\displaystyle E=\hbar \omega ,}
где {\displaystyle \mathbf {k} ={\frac {2\pi }{\lambda }}\mathbf {n} } — волновой вектор, модуль которого {\displaystyle k={\frac {2\pi }{\lambda }}} — волновое число — есть число длин волн, укладывающихся на {\displaystyle 2\pi } единицах длины, {\displaystyle \omega =2\pi \nu } — циклическая частота, {\displaystyle \mathbf {n} } — единичный вектор в направлении распространения волны, {\displaystyle \hbar ={\frac {h}{2\pi }}\approx 1{,}05\cdot 10^{-34}} Дж·с.
Полная энергия {\displaystyle E=E_{K}+m_{0}c^{2}} включает кинетическую энергию {\displaystyle E_{K}} и энергию покоя {\displaystyle E_{0}=m_{0}c^{2}}, в терминах которых
{\displaystyle \lambda ={\frac {h}{p}}={\frac {hc}{\sqrt {[E_{K}(E_{K}+2m_{0}c^{2})]}}},}
где {\displaystyle hc} = 1240 эВ×нм, и значения {\displaystyle m_{0}c^{2}} равны 0 для фотона и других безмассовых частиц, {\displaystyle m_{e}c^{2}=}511 кэВ для электрона, и {\displaystyle m_{p}c^{2}=}938 МэВ для протона.

### Нерелятивистский предел
У частиц с дорелятивистскими энергиями, движущихся со скоростью {\displaystyle v\ll c} (скорости света), для импульса справедлива формула {\displaystyle p=mv} (где {\displaystyle m} — масса покоя частицы), для кинетической энергии {\displaystyle W=E-mc^{2}} — формула {\displaystyle W={\frac {mv^{2}}{2}}}. Тогда длина волны де Бройля
{\displaystyle \lambda ={\frac {h}{p}}={\frac {h}{mv}}={\frac {h}{\sqrt {2mW}}}.}
В частности, для электрона, который ускорился в электрическом поле с разностью потенциалов {\displaystyle \Delta \varphi } (в вольтах),
{\displaystyle \lambda ={\frac {12{,}25}{\sqrt {\Delta \varphi }}}\;\mathrm {\AA} .}

### Ультрарелятивистский предел
Для частиц в ультрарелятивистском случае, когда их скорость близка к скорости света, {\displaystyle v\rightarrow c,E\gg mc^{2}}, длины волны равна {\displaystyle \lambda ={\frac {hc}{E}}}.

### Формулы де Бройля для 4-векторов
В четырёхмерном виде формулы де Бройля связывают четырёхвектор энергии-импульса {\displaystyle p^{\mu }} с четырёхмерным волновым вектором и имеют вид:
{\displaystyle p^{\mu }={\begin{pmatrix}p_{0}\\p_{1}\\p_{2}\\p_{3}\end{pmatrix}}={\begin{pmatrix}{\frac {E}{c}}\\p_{x}\\p_{y}\\p_{z}\end{pmatrix}}=\hbar {\begin{pmatrix}{\frac {\omega }{c}}\\k_{x}\\k_{y}\\k_{z}\end{pmatrix}}.}
Энергия и импульс любого материального объекта связаны соотношением:
{\displaystyle {\frac {E^{2}}{c^{2}}}=m^{2}c^{2}+p_{x}^{2}+p_{y}^{2}+p_{z}^{2}.}
Аналогичным соотношением связаны частота и волновой вектор:
{\displaystyle {\frac {\omega ^{2}}{c^{2}}}={\frac {m^{2}c^{2}}{\hbar ^{2}}}+k_{x}^{2}+k_{y}^{2}+k_{z}^{2},}
где {\displaystyle {\frac {mc}{\hbar }}} — комптоновское волновое число, обратное приведенной комптоновской длине волны {\displaystyle {\frac {\lambda _{C}}{2\pi }}.}

## Фазовая и групповая скорость волн де Бройля
Фазовая скорость волн де Бройля свободной частицы
{\displaystyle v_{f}={\frac {\omega }{k}}={\frac {E}{p}}={\frac {mc^{2}}{mv}}={\frac {c^{2}}{v}}\simeq {\frac {c^{2}}{h}}m\lambda ={\frac {c^{2}p^{2}}{2Wh}}\lambda .}
Последние соотношения — нерелятивистское приближение. Зависимость фазовой скорости дебройлевских волн от длины волны указывает на то, что эти волны испытывают дисперсию. Фазовая скорость {\displaystyle v_{f}} волны де Бройля хотя и больше скорости света, но относится к числу величин, принципиально неспособных переносить информацию (является чисто математическим объектом).
Групповая скорость волны де Бройля {\displaystyle u} равна скорости частицы {\displaystyle v}:
{\displaystyle u={\frac {d\omega }{dk}}={\frac {dE}{dp}}=v}.

## Иллюстрация

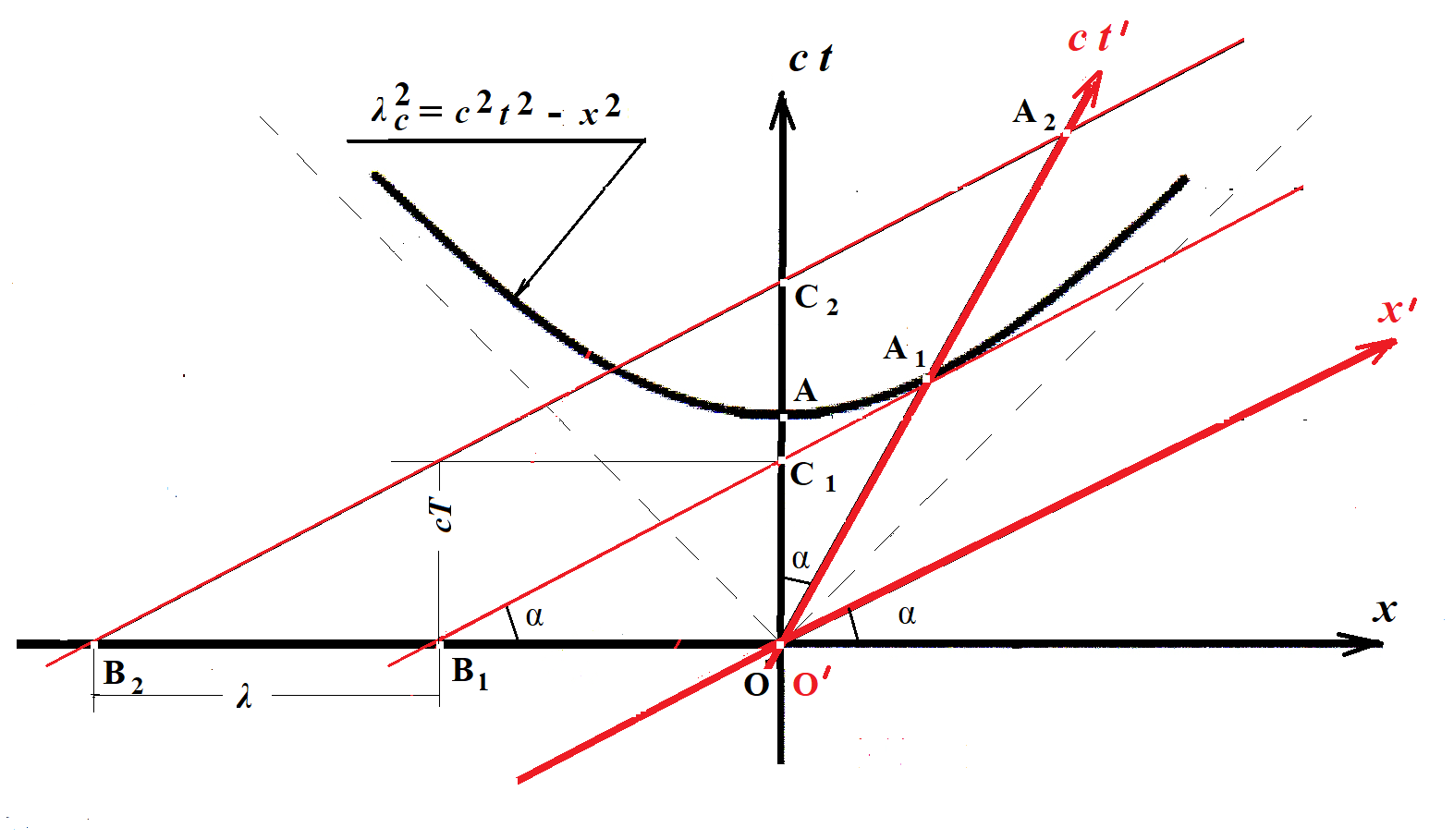
Иллюстрация волны де Бройля

Для частицы массой {\displaystyle m}, покоящейся в инерциальной системе отсчёта {\displaystyle x',ct'} псевдоевклидовой плоскости 4-пространства Минковского, движущейся со скоростью {\displaystyle V} относительно условно неподвижной системы {\displaystyle x,ct} вдоль положительного направления оси {\displaystyle x}, формула квантовомеханической амплитуды вероятности обнаружить её в каком-либо месте пространства всюду одна и та же. Однако фаза — есть функция времени:
{\displaystyle ae^{(-i\omega _{0})t'}},
где: {\displaystyle \omega _{0}={\frac {E_{0}}{\hbar }}={\frac {mc^{2}}{\hbar }}={\frac {2\pi \cdot c}{\lambda _{C}}}};
Здесь: {\displaystyle \omega _{0}} — частота изменения фазы;
{\displaystyle E_{0}} — энергия покоящейся частицы;
{\displaystyle \hbar ={\frac {h}{2\pi }}} — приведённая постоянная Планка:
{\displaystyle c} — скорость света;
{\displaystyle \lambda _{C}={\frac {h}{mc}}} — комптоновская длина волны покоящейся частицы массой {\displaystyle m}.
На рисунке обозначено:
{\displaystyle \lambda _{C}=O'A_{1}}. Линиями равных фаз в этой системе будут линии одновременности, проведённые через точки временной оси параллельно пространственной оси {\displaystyle x'}. Эти линии представляют собой плоскую волну, которая описывается волновой функцией 

{\displaystyle \psi _{(x',t')}=ae^{(-i\omega _{0})t'}=ae^{(-i/\hbar )E_{0}t'}};
На Рисунке 1 показаны только две линии равных фаз, проведённые через точки {\displaystyle A_{1}} и {\displaystyle A_{2}}, в которых фазы амплитуды вероятности имеют то же значение, что и в точке {\displaystyle O'}, принятой за начальное.
Для нештрихованной системы отсчёта {\displaystyle x,ct} фаза амплитуды вероятности обнаружить частицу в какой-либо точке является уже функцией не только времени, но и пространства.
Линии равных фаз системы {\displaystyle x',ct'} пересекают как временную, так и пространственную оси системы {\displaystyle x,ct}, разбивая при этом каждую из них на равные отрезки.
Фаза амплитуды вероятности является инвариантной величиной. Это означает, если в штрихованной системе в пространственно-временных точках {\displaystyle C_{1}} и {\displaystyle B_{1}} фаза отличается на целое число {\displaystyle 2\pi } относительно фазы в точке {\displaystyle O'}, то и в нештрихованной системе в этих точках фазы должны отличаться на то же число {\displaystyle 2\pi }. Отсюда следует, что отрезки по осям {\displaystyle ct} и {\displaystyle x} представляют собой длины волн как во времени, так и в пространстве.
Согласно релятивистской концепции, применяя преобразования Лоренца, из рисунка следует:
{\displaystyle OC_{1}=O'A_{1}{\sqrt {1-(V/c)^{2}}}=cT=\lambda _{C}{\sqrt {1-(V/c)^{2}}}},
где: {\displaystyle T} — период изменения фазы в нештрихованной системе.
Из последнего равенства этой цепочки равенств следует:
{\displaystyle E=\hbar \omega },
где: {\displaystyle \omega } — круговая частота изменения фазы в системе {\displaystyle x,ct};
{\displaystyle E=mc^{2}/{\sqrt {1-(v/c)^{2}}}} — полная энергия частицы в системе отсчета {\displaystyle x,ct};
Здесь учтено, что скорость частицы {\displaystyle v} равна скорости {\displaystyle V} перемещения штрихованной системы, в которой эта частица покоится.
Из треугольника {\displaystyle OB_{1}C_{1}}, принимая во внимание, что {\displaystyle \operatorname {tg\alpha } ={\frac {V}{c}}} и учитывая, что {\displaystyle v=V}, получим:
{\displaystyle B_{1}O={\frac {\lambda _{C}{\sqrt {1-(v/c)^{2}}}}{\operatorname {tg\alpha } }}={\frac {h}{p}}=\lambda },
где: {\displaystyle \lambda } — длина волны де Бройля;
{\displaystyle p} — импульс частицы.
Выражение для фазы амплитуды вероятности волны де Бройля в системе {\displaystyle x,ct} можно получить, используя преобразование Лоренца для времени при переходе из штрихованной системы к нештрихованной:
{\displaystyle t'={\frac {t-(V/c^{2})x}{\sqrt {1-(V/c)^{2}}}}};
Заменив {\displaystyle t'} на {\displaystyle t} в выражении для амплитуды в штрихованной системе отсчета, получим:
{\displaystyle ae^{(-i/\hbar )E_{0}t'}=ae^{-{(i/\hbar )\left[\left(E_{0}t/{\sqrt {1-(V/c)^{2}}}\right)-\left(E_{0}Vx/{c^{2}{\sqrt {1-(V/c)^{2}}}}\right)\right]}}};
Отождествляя полную энергию частицы {\displaystyle E=E_{0}/{\sqrt {1-(v/c)^{2}}}} и её импульс {\displaystyle p=E_{0}v/c^{2}{\sqrt {1-(v/c^{2}}}} с полученным при преобразовании выражением для фазы, учитывая, что {\displaystyle v=V}, формула амплитуды волны де Бройля запишется так:
{\displaystyle ae^{-{(i/\hbar )\left[Et-px\right]}}};
Фазовая скорость волны, то есть скорость, с которой перемещаются точки волны с постоянной фазой (например, на Рисунке 1 перемещение одноимённой фазы из точки {\displaystyle B_{1}} в точку {\displaystyle C_{1}}) определяется непосредственно из треугольника {\displaystyle OB_{1}C_{1}}:
{\displaystyle v_{f}={\frac {c^{2}}{v}}};
Монохроматическая волна де Бройля  характеризуется соотношениями {\displaystyle \Delta x=\infty } и {\displaystyle \Delta p=0}. То есть, такой волновой объект имеет вполне определённый импульс и совершенно неопределённую область локации. Именно это и содержится в утверждении, когда говорится, что существует одинаковая амплитуда вероятности обнаружить частицу во всех точках пространства.
Явление корпускулярно-волнового дуализма присуще всем видам материи, но в разной степени. Частице массой {\displaystyle m=10^{-5}} г, движущейся со скоростью {\displaystyle v=1} м/с, соответствует волна де Бройля с длиной волны {\displaystyle \lambda =6{,}6\cdot 10^{-22}} см. Такие длины волн лежат за пределами доступной наблюдению области. Поэтому в механике макроскопических тел волновые свойства несущественны и не учитываются.

### Зависимость длины волны от скорости частицы
Механизм изменения длины волны де Бройля в зависимости от изменения скорости частицы заключается в следующем.
При возрастании скорости перемещения штрихованной системы, которая является собственной для покоящейся в ней частицы, координатные оси этой системы словно лезвия ножниц, вращаясь относительно начала {\displaystyle O'}, поворачиваются в сторону положения биссектрисы квадранта, образованного положительными направлениями осей нештрихованной системы. Точка {\displaystyle A_{1}} (Рисунок 1) пересечения временной оси {\displaystyle ct'} с инвариантной (единичной) гиперболой {\displaystyle \lambda _{C}^{2}=c^{2}t^{2}-x^{2}}, которая определяет длину {\displaystyle \lambda _{C}} в штрихованной системе, неограниченно приближается к биссектрисе квадранта, принимая бесконечные положительные значения координатных осей {\displaystyle x} и {\displaystyle ct}. При этом, линия одновременности (линия равных фаз), проведенная через эту точку, стремится к положению биссектрисы, и точка {\displaystyle B_{1}} пересечения этой линии с осью {\displaystyle x} устремляется к началу O. То есть, при {\displaystyle v=V\rightarrow c} длина волны {\displaystyle \lambda \rightarrow 0}, а импульс частицы {\displaystyle p=mv/{\sqrt {1-(v/c)^{2}}}\rightarrow \infty }.
При уменьшении скорости перемещения собственной системы отсчёта частицы — координатные оси этой системы опять же, словно лезвия ножниц, раздвигаются относительно положения биссектрисы квадранта. Угол {\displaystyle \alpha } наклона оси {\displaystyle ct'} к оси {\displaystyle ct} и оси {\displaystyle x'} к оси {\displaystyle x} стремится к нулю. Точка {\displaystyle A_{1}} пересечения единичной гиперболы с осью времени штрихованной системы приближается к точке {\displaystyle A}. При этом, линия равных фаз штрихованной системы, проведённая через точку {\displaystyle A_{1}}, стремится к параллельности с осью {\displaystyle x}, а точка {\displaystyle B_{1}} пересечения этой линии с осью {\displaystyle x} устремляется в бесконечность в сторону отрицательных значений оси {\displaystyle x}. Это означает, что при {\displaystyle v=V\rightarrow 0} длина волны {\displaystyle \lambda \rightarrow \infty }, а импульс частицы {\displaystyle p\rightarrow 0}. В этом предельном случае фаза амплитуды вероятности будет уже функцией только времени. И параметром волны будет комптоновская длина волны {\displaystyle \lambda _{C}=OA}.
Подытоживая результаты обоих предельных случаев, когда произведение длины волны и импульса частицы принимает вид неопределённостей типов {\displaystyle (0\cdot \infty )} и {\displaystyle (\infty \cdot 0)} можно утверждать: {\displaystyle \lambda \cdot p=const}, что находит своё подтверждение в соотношении де Бройля: {\displaystyle \lambda ={\frac {h}{p}}}.

## Экспериментальная проверка
Гипотеза де Бройля объясняет ряд экспериментов, необъяснимых в рамках классической физики:
- Опыт Дэвиссона — Джермера по дифракции электронов на кристаллах никеля.
- Опыт Дж. П. Томсона по дифракции электронов на металлической фольге.
- Эффект Рамзауэра аномального уменьшения сечения рассеяния электронов малых энергий атомами аргона.
- Дифракция нейтронов на кристаллах (опыты Г. Хальбана, П. Прайсверка и Д. Митчелла).

Волновые свойства не проявляются у макроскопических тел. Длины волн де Бройля для таких тел настолько малы, что обнаружение волновых свойств оказывается невозможным. Впрочем, наблюдать квантовые эффекты можно и в макроскопическом масштабе, особенно ярким примером этому служат сверхпроводимость и сверхтекучесть.